# 에릭손 단소
에릭손 단소(Erixon Danso, 1989년 6월 22일 ~ )는 아루바의 축구 선수이다.